# Алибегов, Иван Алексеевич
Иван Алексеевич Алибегов (1914, Сигнахский уезд, Тифлисская губерния, Российская империя — неизвестно, Гурджаанский район, Грузинская ССР) — звеньевой колхоза имени Жданова Гурджаанского района, Грузинская ССР. Герой Социалистического Труда (1949).

## Биография
Родился в 1914 году в крестьянской семье в одном из сельских населённых пунктов Сигнахского уезда. Окончил начальную школу. Трудился в сельском хозяйстве. В послевоенные годы — звеньевой виноградарей колхоза имени Жданова Гурджаанского района.
В 1948 году звено под его руководством собрало в среднем с каждого гектара по 103,3 центнера винограда с площади 3 гектара. Указом Президиума Верховного Совета СССР от 9 августа 1949 года удостоен звания Героя Социалистического Труда за «получение высоких урожаев винограда в 1948 году» с вручением ордена Ленина и золотой медали «Серп и Молот» (№ 4345).
После выхода на пенсию поживал в Гурджаанском районе. С 1970 года — персональный пенсионер союзного значения. Дата смерти не установлена.